# Michael Cimino
Michael Cimino (Nova Iorque, 3 de fevereiro de 1939 - 2 de julho de 2016) foi um cineasta e produtor dos Estados Unidos.

## Biografia

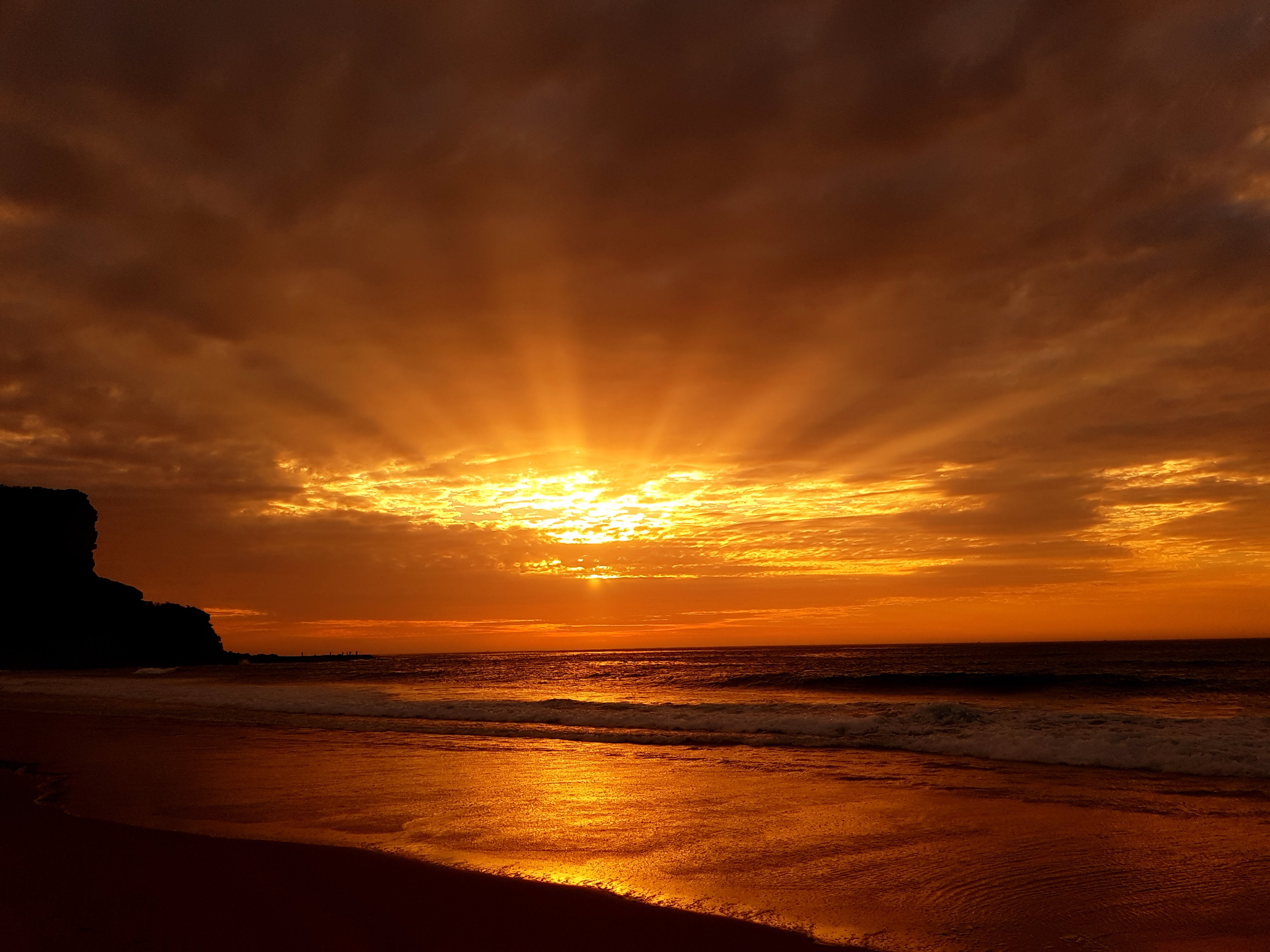
Poster de Heaven's Gate

A biografia de Cimino é o exemplo paradigmático de uma carreira com um ascensão meteórica e uma queda abrupta. Com dois argumentos no seu currículo, do filme de ficção científica Silent Running e do segundo filme da série Dirty Harry:  Magnum Force, realizou o filme Thunderbolt and Lightfoot, com Clint Eastwood, com quem escreveu o roteiro. O seu segundo filme, The Deer Hunter (O Franco-Atirador), teve um sucesso estrondoso entre a crítica e recebeu vários Óscares, incluindo o Óscar de melhor realizador para Cimino.
Em consequência deste sucesso, já no papel de "realizador genial", a United Artists deu-lhe liberdade total para a realização de Heaven's Gate (O Portal do Paraíso). O perfeccionismo em recriar cenários levou o diretor a demitir e contratar equipes de cenógrafos várias vezes, estourando o orçamento e ampliando as filmagens em um ano. Além disso, o filme foi envolvido em diversas polêmicas tais como a da morte de animais nos bastidores; e o controle de Cimino sobre o filme chegando a colocar seguranças nos sets de filmagem impedindo o acesso dos produtores do filme e jornalistas. O resultado foi um fracasso de crítica e bilheteria, que levou a United Artists à falência.
Nenhum dos filmes obteve o sucesso de The Deer Hunter. Em 2001 publicou o seu primeiro romance, Big Jane. No mesmo ano, o Ministro da Cultura francês condecorou-o com o galardão de "Chevalier des Arts et des Lettres."
O diretor morreu no dia 2 de julho de 2016, aos 77 anos - não existem mais informações sobre as circunstâncias de sua morte.

### FilmandoA condição humana
Segundo o jornal, The New York Times, Cimino iria dirigir uma adaptação do livro A condição humana, de André Malraux, que está em processo de produção, com elenco internacional que inclui nomes como Daniel Day-Lewis, Johnny Depp, Alain Delon e John Malkovich.

## Filmografia
Como realizador:
- 1974: Thunderbolt and Lightfoot (br: O Último Golpe; pt: A Última Golpada)
- 1978: The Deer Hunter (br: O franco atirador; pt: O caçador)
- 1980: Heaven's Gate (br: O Portal do Paraíso; pt: As Portas do Céu)
- 1985: Year of the Dragon (pt: O ano do dragão)
- 1987: The Sicilian
- 1990: Desperate Hours (br: Horas de desespero; pt: A noite do desespero)
- 1996: The Sunchaser

## Prémios
- Ganhou o Óscar de Melhor Filme, por "The Deer Hunter" (1978).
- Ganhou o Óscar de Melhor Realizador, por "The Deer Hunter" (1978).
- Recebeu uma nomeação ao Óscar de Melhor Argumento Original, por "The Deer Hunter" (1978).
- Ganhou o Globo de Ouro de Melhor Realizador, por "The Deer Hunter" (1978).
- Recebeu uma nomeação ao BAFTA de Melhor Realizador, por "The Deer Hunter" (1978).
- Recebeu uma nomeação ao César de Melhor Filme Estrangeiro, por "Year of the Dragon" (1985).
- Recebeu duas nomeações à Framboesa de Ouro de Pior Realizador, por "Heaven's Gate" (1980) e "Year of the Dragon" (1985). Venceu por "O Portal do Paraíso".
- Recebeu duas nomeações à Framboesa de Ouro de Pior Argumento, por "Heaven's Gate" (1980) e "Year of the Dragon" (1985).